# Vladislav Ardzinba
 (août 2015).
Si vous disposez d'ouvrages ou d'articles de référence ou si vous connaissez des sites web de qualité traitant du thème abordé ici, merci de compléter l'article en donnant les références utiles à sa vérifiabilité et en les liant à la section « Notes et références ».
Vladislav Grigori-Ipa Ardzinba (en abkhaze : Владислав Григори-иҧа Арӡынба ; en russe : Владислав Григорьевич Ардзинба ; en géorgien : ვლადისლავ გრიგოლის ძე არძინბა), né le 14 mai 1945 à Echera (Union soviétique) et mort à Moscou (Russie) le 4 mars 2010, est un homme politique soviétique, géorgien, et abkhaze. Historien de formation, Ardzinba conduit l'Abkhazie à l'indépendance de facto au cours de la guerre de 1992-1993 avec la Géorgie, mais son indépendance de jure vis-à-vis de la Géorgie n'est pas reconnue pendant les deux mandats où il est président (26 novembre 1994 au 12 février 2005).
Il est membre du premier parlement élu démocratiquement au sein de l'Union soviétique en 1989.

## Biographie

### Jeunesse et carrière
Vladislav Ardzinba est né dans le village d'Echera, dans le district de Soukhoumi, en république socialiste soviétique autonome d'Abkhazie, en république socialiste soviétique de Géorgie, en Union soviétique. Après son diplôme du département d'histoire de l'Institut pédagogique de Soukhoumi, Ardzinba a étudié à l'Université d'État de Tbilissi, où il a obtenu un doctorat. Il a ensuite travaillé pendant dix-huit ans à Moscou comme spécialiste des civilisations antiques du Moyen-Orient sous la direction de Ievgueni Primakov, alors directeur de l'Institut d'études orientales de Moscou et futur Premier ministre de Russie. Il retourne ensuite à Soukhoumi et il devient directeur de l'Institut abkhaze de lettres, littérature et histoire de 1987 à 1989, année où il est élu député de Goudaouta au Soviet suprême de l'Union soviétique. Là, il participe étroitement aux questions nationales, y compris pour l'Abkhazie, et devient rapidement l'un des promoteurs les plus actifs de la cause séparatiste abkhaze. Alors qu'il était député au Soviet suprême de l'URSS, Ardzinba, lui-même communiste orthodoxe, a tissé des liens étroits avec les partisans de la ligne dure à Moscou, en particulier avec le président du parlement Anatoly Lukyanov et d'autres membres des groupes extrémistes communistes à Moscou qui ont été responsables de la tentative de coup d'État d'août 1991.

### Rôle dans le conflit géorgien-abkhaze
Le 4 décembre 1990, Ardzinba est élu président du Soviet suprême d'Abkhazie. Ardzinba, personnage charismatique mais irritable était populaire parmi les abkhazes et est considéré par les Géorgiens comme ayant contribué à provoquer la violence de juillet 1989. Ardzinba réussit à consolider son pouvoir relativement vite et revint rapidement sur les promesses pré-électorales d'accroître la représentation des Géorgiens dans les structures autonomes d'Abkhazie puis Ardzinba essaya de diriger l'Abkhazie à lui tout seul mais évita, dans un premier temps, un conflit ouvert avec les autorités centrales de Tbilissi. À la mi-1991, il négocia et accepta la concession de la Géorgie sur la réforme de la loi électorale qui accordait aux Abkhazes une large sur-représentation au sein du Soviet suprême. De plus, Ardzinba créa la Garde nationale qui était mono-ethnique abkhaze et se lança dans le remplacement dans les postes officiels des Géorgiens de souche par des Abkhazes. Lorsque les tensions entre la Géorgie et l'Abkhazie augmentèrent, Ardzinba prétendit, à la fin juillet 1992 que « l'Abkhazie était assez forte pour lutter contre la Géorgie ».
En août 1992, une force militaire géorgienne chassa Ardzinba et ses partisans de Soukhoumi. Il se refugia à Goudaouta, une base militaire russe de l'ère soviétique. Ardzinba sut tirer profit de ses contacts avec les cercles jusqu'au-boutistes et les chefs militaires russes pour obtenir un appui essentiel dans la guerre contre le gouvernement géorgien. Il trouve la consécration politique sur le terrain le 30 septembre 1993, avec la prise de Soukhoumi, ce qui entraîne un contrôle quasi complet de la région abkhaze.

### Présidence
Après la fin des hostilités en 1994 et avoir chassé la majeure partie de la population géorgienne d'Abkhazie, le Parlement de facto abkhaze élit Ardzinba à la présidence, une décision qui a été condamnée par la Géorgie et l'Organisation des Nations unies comme illégale. Il a remporté les premières élections directes, le 3 octobre 1999 sans adversaire et a été réélu comme président de l'Abkhazie avec 99,7 % des suffrages. Il a installé un régime autocratique et est resté politiquement intouchable jusqu'à ce que son état de santé se soit gravement détérioré en 2003. Il a déclaré une fois que l'indépendance avec la Géorgie n'était pas négociable et il a essayé d'aligner son État sur la Russie, dont l'appui politique et économique est de facto essentiel à la république. En tant que leader de la partie abkhaze, il a rencontré les deux présidents successifs de la Russie, Boris Eltsine et Vladimir Poutine, ainsi qu'un président de Géorgie, Edouard Chevardnadze.
Sous son régime, le respect des droits de l'homme a été extrêmement limité comme avec la privation du droit de retour de la plupart de la population géorgienne d'avant-guerre d'Abkhazie et le nettoyage ethnique systématique de ceux qui sont restés. Ardzinba a suscité certaines critiques de la communauté internationale après avoir pris un décret interdisant les Témoins de Jéhovah en 1995.
Durant les dernières années de sa présidence, Ardzinba fut en butte aux critiques pour son incapacité à apporter la stabilité à l'Abkhazie et sa disparition de plus en plus évidente de la scène publique. Il est malade depuis 2000 et n'est plus apparu en public depuis 2002. En conséquence, le rôle de chef de l'État a été d'abord confié au premier ministre Anri Jergenia en mai 2001 ; mais ce dernier est démis le 29 novembre 2002 et est remplacé par Guennadi Gagoulia (président de la chambre de commerce d'Abkhazie). Il est contraint par le parlement (que dirige Amtsakhara) à la démission en avril 2003. On propose le poste à Raul Khadjimba, alors ministre de la Défense, puis à Sergueï Bagapsh, directeur de la compagnie nationale d'énergie, mais les deux hommes refusent ; ce qui entraîne une grave crise gouvernementale et de pouvoir.
Ardzimba, en très mauvaise santé, subit un traitement à Moscou pendant quelque temps. En dépit des appels croissants de l'opposition (en particulier le mouvement Amtsakhara) à sa démission, il termina son mandat, qui devait prendre fin en octobre 2004 mais en fait ne se termina pas avant le 12 février 2005, en raison de conflits à la suite de l'élection de son successeur. Il fut aussi mis en accusation. Toutefois, bien que la Constitution abkhaze permette sa destitution, le processus n'aurait probablement pas être achevé avant la fin de son mandat, donc aucune mesure sérieuse ne fut prise pour y parvenir. Il fut incapable de se présenter pour un troisième mandat d'abord en raison de restrictions constitutionnelles, ensuite parce qu il est peu probable que sa santé lui aurait permis de le faire même si cela avait été autorisé.
Il a été remplacé par le gagnant de l'élection présidentielle du 12 janvier 2005, Sergei Bagapsh. Une élection précédente avait eu lieu à la fin de 2004 après l'assassinat de leader de l'opposition Garri Aiba, mais le résultat était controversé.

### Décès
Alors que son état de santé est en déclin, Vladislav Ardzinba meurt le 4 mars 2010, à l'âge de 64 ans à l'hôpital central de Moscou où il suit alors un traitement depuis une semaine.

## Postérité
Le gouvernement de la république d'Abkhazie projette en 2021 la construction d'un monument en l'honneur du premier président de ce pays.